# Glypta concisa
Glypta concisa är en stekelart som beskrevs av Dasch 1988. Glypta concisa ingår i släktet Glypta och familjen brokparasitsteklar. Inga underarter finns listade i Catalogue of Life.